# Liste der Kulturdenkmäler in Biblis
Die folgende Liste enthält die in der Denkmaltopographie ausgewiesenen Kulturdenkmäler auf dem Gebiet  der Gemeinde Biblis, Bergstraße, Hessen.
Hinweis: Die Reihenfolge der Denkmäler in dieser Liste orientiert sich zunächst an Ortsteilen und anschließend der Anschrift, alternativ ist sie auch nach der Bezeichnung, der vom Landesamt für Denkmalpflege vergebenen Nummer oder der Bauzeit sortierbar.
Kulturdenkmäler werden fortlaufend im Denkmalverzeichnis des Landes Hessen durch das Landesamt für Denkmalpflege Hessen auf Basis des Hessischen Denkmalschutzgesetzes (HDSchG) geführt. Die Schutzwürdigkeit eines Kulturdenkmals hängt nicht von der Eintragung in das Denkmalverzeichnis des Landes Hessen oder der Veröffentlichung in der Denkmaltopographie ab.

Die bisher bekannten Bau- und Kunstdenkmäler hat das Landesamt für Denkmalpflege Hessen in sogenannten Arbeitslisten erfasst. Den Arbeitslisten liegen Erkenntnisse aus Akten, Ortsbegehungen und Denkmalinventaren, jedoch keine neuere systematische Forschung, zugrunde. Die Benehmensherstellung mit der Gemeinde gemäß § 11 Abs. 1 HDSchG ist noch nicht erfolgt.
Das Vorhandensein oder Fehlen eines Objekts in dieser Liste ist keine rechtsverbindliche Auskunft darüber, ob es Kulturdenkmal ist oder nicht: Diese Liste entspricht möglicherweise nicht dem aktuellen Stand der offiziellen Denkmaltopographie. Diese ist für Hessen in den entsprechenden Bänden der Denkmaltopographie Bundesrepublik Deutschland und im Internet unter DenkXweb – Kulturdenkmäler in Hessen einsehbar. Auch diese Quellen sind, obwohl sie durch das Landesamt für Denkmalpflege Hessen aktualisiert werden, nicht immer aktuell, da es im Denkmalbestand immer wieder Änderungen gibt.
Eine verbindliche Auskunft erteilt allein das Landesamt für Denkmalpflege Hessen.
Nutze diese Kartenansicht, um Koordinaten in der Liste zu setzen. In dieser Kartenansicht sind Kulturdenkmale ohne Koordinaten mit einem roten bzw. orangen Marker dargestellt und können in der Karte gesetzt werden. Kulturdenkmale ohne Bild sind mit einem blauen bzw. roten Marker gekennzeichnet, Kulturdenkmale mit Bild mit einem grünen bzw. orangen Marker.

## Kulturdenkmäler nach Ortsteilen

### Biblis
| Bild                                                | Bezeichnung                              | Lage                                                                               | Beschreibung | Bauzeit              | Objekt-Nr. |
| --------------------------------------------------- | ---------------------------------------- | ---------------------------------------------------------------------------------- | --- | -------------------- | ---------- |
| Blick von der Fischerstraße in die Hochschildstraße | Gesamtanlage alter Ortskern              | Lage                                                                               | |                      | 136032 DDB |
| Prozessionskreuz 1                                  | Prozessionskreuz 1                       | Am Heerweg beim Brunnen (Straße nach Wattenheim L 3261) LageFlur: 4, Flurstück: 79 | |                      | 136030 DDB |
| weitere Bilder                                      | Ehemaliger Friedhof                      | Annastraße 9 LageFlur: 1, Flurstück: 110/1                                         | |                      | 136026 DDB |
| Direkt Bild zu diesem Denkmal hochladen             | Brücke mit Schieber                      | Außerhalb                                                                          | |                      | 136034 DDB |
| Direkt Bild zu diesem Denkmal hochladen             | Brücke mit zwei Schiebern                | Außerhalb                                                                          | |                      | 136305 DDB |
| weitere Bilder                                      | Jägerhof, ehemaliger Fliegerhorst        | Außerhalb (Biblis) 8 LageFlur: 25, Flurstück: 1/2                                  | |                      | 136302 DDB |
|                                                     |                                          | Bachgasse 1 LageFlur: 1, Flurstück: 500                                            | |                      | 136023 DDB |
| Prozessionskreuz                                    | Prozessionskreuz                         | Bachgasse 17 LageFlur: 1, Flurstück: 514                                           | |                      | 136024 DDB |
| Gurkenfabrik                                        | Gurkenfabrik                             | Bei der Gurkenfabrik 7, 9, 11, 13 LageFlur: 3, Flurstück: 71, 72                   | |                      | 136255 DDB |
| Prozessionskreuz 2                                  | Prozessionskreuz 2                       | Beim Kreuz (Am hohen Weg, Hochfeld) LageFlur: 3, Flurstück: 188/1                  | |                      | 136233 DDB |
| Prozessionskreuz                                    | Prozessionskreuz                         | Berliner Straße LageFlur: 4, Flurstück: 154                                        | |                      | 136029 DDB |
| Wegekreuz                                           | Wegekreuz                                | Bürstädter Straße LageFlur: 12, Flurstück: 359/12                                  | |                      | 136251 DDB |
| weitere Bilder                                      | Katholische Pfarrkirche St. Bartholomäus | Darmstädter Straße 2 LageFlur: 1, Flurstück: 737/4                                 | Doppeltürmige neuromanisch-neufrühgotische Basilika mit Querschiff 1872-1876. Zahlreiche Holzbildwerke aus dem 15., 16. und 18. Jahrhundert verschiedener Herkunft, teilweise überarbeitet. Im Mittelfeld des Hochaltars ein Relief um 1490 vom Meister von Leutstetten, viele Figuren von Heiligen und in der Turmhalle ein Kruzifix aus dem 18. Jahrhundert. | 836 erstmals erwähnt | 136006 DDB |
|                                                     |                                          | Darmstädter Straße 14 LageFlur: 1, Flurstück: 780/1                                | |                      | 136008 DDB |
|                                                     |                                          | Darmstädter Straße 17 LageFlur: 1, Flurstück: 627                                  | |                      | 136168 DDB |
| weitere Bilder                                      | Altes Rathaus                            | Darmstädter Straße 23 LageFlur: 1, Flurstück: 492/1                                | |                      | 136007 DDB |
|                                                     |                                          | Darmstädter Straße 24 LageFlur: 1, Flurstück: 773                                  | |                      | 136009 DDB |
|                                                     |                                          | Darmstädter Straße 31, Bachgasse LageFlur: 1, Flurstück: 412, 497/1                | |                      | 136010 DDB |
|                                                     |                                          | Darmstädter Straße 34 LageFlur: 1, Flurstück: 88                                   | |                      | 136011 DDB |
|                                                     |                                          | Darmstädter Straße 39 LageFlur: 1, Flurstück: 354                                  | |                      | 136012 DDB |
|                                                     |                                          | Fischerstraße 2 LageFlur: 1, Flurstück: 595                                        | |                      | 136033 DDB |
|                                                     |                                          | Heinrichstraße 3 LageFlur: 1, Flurstück: 741/1                                     | |                      | 136014 DDB |
|                                                     |                                          | Heinrichstraße 5 LageFlur: 1, Flurstück: 748/1                                     | |                      | 136019 DDB |
|                                                     |                                          | Heinrichstraße 6 LageFlur: 1, Flurstück: 727/1                                     | |                      | 136175 DDB |
|                                                     |                                          | Heinrichstraße 10 LageFlur: 1, Flurstück: 726/3                                    | |                      | 136015 DDB |
|                                                     |                                          | Heinrichstraße 24 LageFlur: 1, Flurstück: 408/1                                    | |                      | 136234 DDB |
| Gebäude Nr. 52                                      |                                          | Heinrichstraße 52/54 LageFlur: 1, Flurstück: 327/10                                | |                      | 136235     |
|                                                     |                                          | Hintergasse 1 LageFlur: 1, Flurstück: 438/1                                        | |                      | 136017 DDB |
|                                                     |                                          | Hintergasse 17 LageFlur: 1, Flurstück: 445/3                                       | |                      | 136016 DDB |
|                                                     |                                          | Hochschildstraße 8 LageFlur: 1, Flurstück: 550/3                                   | |                      | 136256 DDB |
|                                                     |                                          | Hochschildstraße 10 LageFlur: 1, Flurstück: 549                                    | |                      | 136018 DDB |
|                                                     |                                          | Hochschildstraße 22 LageFlur: 1, Flurstück: 544/2                                  | |                      | 136304 DDB |
| Ehemalige Zehntscheune (?)                          | Ehemalige Zehntscheune (?)               | Hochstraße 16 LageFlur: 1, Flurstück: 227                                          | |                      | 136020 DDB |
| Alte Schule                                         | Alte Schule                              | Kirchstraße 1 LageFlur: 1, Flurstück: 702/3                                        | |                      | 136031 DDB |
|                                                     |                                          | Kirchstraße 12 LageFlur: 1, Flurstück: 563/2                                       | |                      | 136021 DDB |
|                                                     |                                          | Korngasse 2 LageFlur: 1, Flurstück: 771/1                                          | |                      | 136022 DDB |
| weitere Bilder                                      | Bahnhof                                  | Lindenstraße 2 LageFlur: 3, Flurstück: 327/9                                       | | 1869                 | 136027 DDB |
| Friedhofskapelle                                    | Friedhofskapelle                         | Riedstraße 23 LageFlur: 3, Flurstück: 64/1                                         | |                      | 136028 DDB |
| Schule                                              | Schule                                   | Viktoriastraße 8 LageFlur: 1, Flurstück: 702/9                                     | |                      | 136025 DDB |

### Nordheim
| Bild                               | Bezeichnung                | Lage                                                                                      | Beschreibung                                      | Bauzeit    | Objekt-Nr. |
| ---------------------------------- | -------------------------- | ----------------------------------------------------------------------------------------- | ------------------------------------------------- | ---------- | ---------- |
|                                    |                            | Altrheinstraße 2 LageFlur: 1, Flurstück: 278/3                                            |                                                   |            | 136047 DDB |
| Sickingerstein                     | Sickingerstein             | Am Sickinger Stück LageFlur: 7, Flurstück: 84                                             |                                                   |            | 136236 DDB |
| weitere Bilder                     |                            | Außerhalb (Nordheim) 4, 7 LageFlur: 12, Flurstück: 10, 9                                  | Dammwachhaus                                      | um 1890    | 136042 DDB |
|                                    |                            | Hofheimer Straße 5 LageFlur: 1, Flurstück: 201                                            |                                                   |            | 136044 DDB |
| Rottenbezirksstein                 | Rottenbezirksstein         | Im Buchrain LageFlur: 1, Flurstück: 361                                                   | mit Inschrift: Rottenbezirk der Gemeinde Nordheim |            | 136045 DDB |
| Maulbeerbrunnen                    | Maulbeerbrunnen            | Maulbeeraue Gewann Sechs LageFlur: 17, Flurstück: 28                                      |                                                   |            | 136237 DDB |
| Bild gesucht BW                    | Brücke                     | Metzgerlache, In den Donteshecken LageFlur: 9, Flurstück: 17, 30, 6                       |                                                   |            | 136238 DDB |
| weitere Bilder                     | Rathaus                    | Rathausstraße 1 LageFlur: 1, Flurstück: 11                                                |                                                   | 1864       | 136036 DDB |
|                                    |                            | Rathausstraße 6 LageFlur: 1, Flurstück: 206/1                                             |                                                   |            | 136038 DDB |
| weitere Bilder                     | Rheinkilometerstein 447    | Rhein (Gew I-B) LageFlur: 17, Flurstück: 32                                               |                                                   |            | 136239 DDB |
| weitere Bilder                     | Fährhausturm               | Steiner Wald, Außerhalb (Nordheim) 2, Rhein (Gew I-B) LageFlur: 10, Flurstück: 12, 1/2, 6 |                                                   | 1901       | 136041 DDB |
| weitere Bilder                     | Burg Stein/Zullenstein     | Steiner Wald LageFlur: 13, Flurstück: 3                                                   |                                                   | um 800–900 | 136037 DDB |
| Steinerwaldschließe                | Steinerwaldschließe        | Weschnitzdamm LageFlur: 13, Flurstück: 2                                                  |                                                   |            | 136043 DDB |
|                                    |                            | Wormser Straße 25 LageFlur: 1, Flurstück: 282                                             |                                                   |            | 136040 DDB |
|                                    |                            | Zum Alten Wasserwerk 3 LageFlur: 1, Flurstück: 127                                        |                                                   |            | 136046 DDB |
| Gefallenen-Ehrenmal (2. Weltkrieg) |                            | Zum Alten Wasserwerk 15 LageFlur: 1, Flurstück: 135                                       |                                                   |            | 136244 DDB |
|                                    |                            | Zum Alten Wasserwerk 16 LageFlur: 1, Flurstück: 110                                       |                                                   |            | 136243 DDB |
|                                    |                            | Zum Rhein 3 LageFlur: 1, Flurstück: 1                                                     |                                                   |            | 136039 DDB |
| weitere Bilder                     | Simultankirche             | Zum Rhein 11, Zum Rhein LageFlur: 1, Flurstück: 80/1, 81/1                                |                                                   | vor 1420   | 136035 DDB |
| weitere Bilder                     | Evangelisches Pfarrhaus    | Zum Steiner Wald 3 LageFlur: 1, Flurstück: 114                                            |                                                   |            | 136240 DDB |
|                                    |                            | Zum Steiner Wald 5 LageFlur: 1, Flurstück: 97/1                                           |                                                   |            | 136241 DDB |
| Evangelischer Kindergarten         | Evangelischer Kindergarten | Zum Steiner Wald 15 LageFlur: 1, Flurstück: 92                                            |                                                   |            | 136242 DDB |

### Wattenheim
| Bild            | Bezeichnung                               | Lage                                                          | Beschreibung | Bauzeit   | Objekt-Nr. |
| --------------- | ----------------------------------------- | ------------------------------------------------------------- | ------------ | --------- | ---------- |
| Bild gesucht BW | Rottenstein 1                             | Achtzehn Morgen LageFlur: 1, Flurstück: 466                   |              |           | 136246 DDB |
| Bild gesucht BW | Rottenstein 2                             | Achtzehn Morgen LageFlur: 1, Flurstück: 466                   |              |           | 136245 DDB |
| Bild gesucht BW | Rottenstein 3                             | Großer Klauer LageFlur: 7, Flurstück: 26/1                    |              |           | 136247 DDB |
| Bild gesucht BW |                                           | Hofheimer Weg LageFlur: 1, Flurstück: 432/1                   |              |           | 136250     |
|                 |                                           | Neue Wormser Straße LageFlur: 1, Flurstück: 460               |              |           | 136248 DDB |
|                 |                                           | Pfuhläcker (bei Rheinstraße 37) LageFlur: 1, Flurstück: 499/1 |              |           | 136249     |
| weitere Bilder  | Katholische Pfarrkirche St. Christophorus | Schulstraße 9/11 LageFlur: 1, Flurstück: 66, 67/1             |              | 1848–1849 | 136048 DDB |